# Гайтюнишский дом-замок

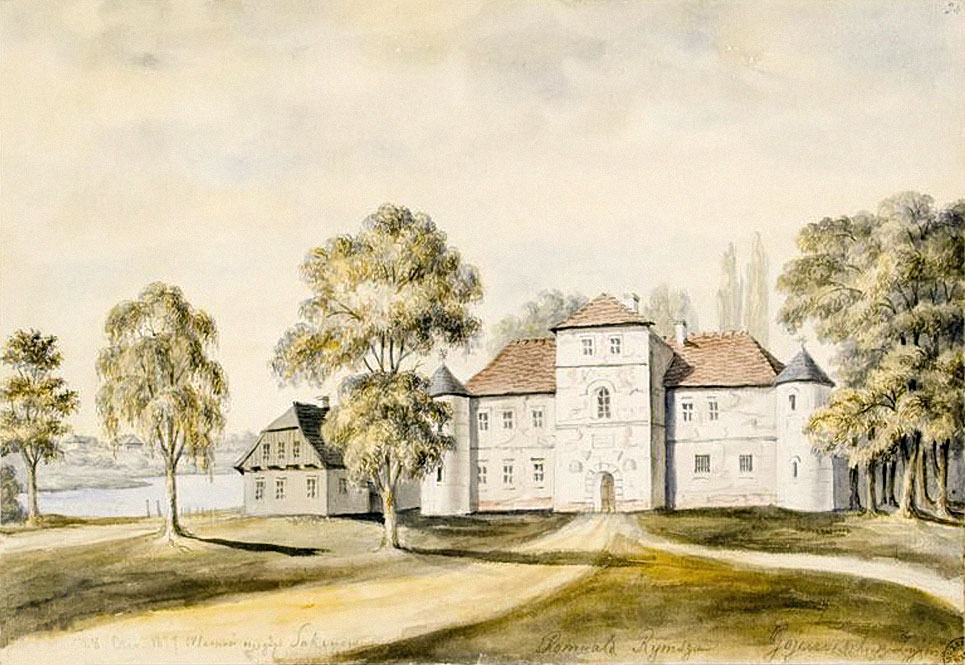
Дом-замок в Гайтюнишках. Рисунок Н. Орды, 1877

Дом-за́мок в Гайтю́нишках (также известен как дом-крепость) — архитектурное сооружение начала XVII века, расположенное в деревне Гайтюнишки Вороновского района Гродненской области Республики Беларусь. Представляет собой загородную резиденцию в виде миниатюрного замка.

## История
Построен в 1611—1612 годах на южной окраине деревни Гайтюнишки на левом берегу реки Жижма по собственному проекту его владельца Петра Нонхарта совместно с инженером-фортификатором Ван Даденом.
В XVII веке дом-замок принадлежал Нонхартам, роду неизвестного происхождения. Пётр Нонхарт был инженером, занимал должности виленского городничего и начальника королевских зданий, за службу получил Гайтюнишки. Вероятно, единственная дочь Петра вышла замуж за воеводу новогродского Юрия Хрептовича и передала ему во владение Гайтюнишки. После смерти Юрия дом-замок принадлежал его старшему сыну Адаму.
Позднее дом-замок перешёл во владение художника Шрёттера, при котором некоторые стены дома были расписаны картинами, изображавшими сцены охоты. После замком последовательно владели Путкамеры, Остен-Сакены и Римши (с 1830). Во время Северной войны в замке от польских войск оборонялись шведы.
В 1946—1949 годах в здании располагалась школа механизаторов, с 1956 года — областная психиатрическая больница. Ныне в здании расположена республиканская психиатрическая больница для принудительного лечения лиц, совершивших общественно опасные деяния в состоянии невменяемости.

## Архитектурные особенности
Сооружение представляет собой прямоугольное в плане двухэтажное здание размерами 15 на 34 метра под высокой крышей. На каждом углу расположено по фланкирующей цилиндрической завершённой шатром башне с узкими окнами-бойницами. По центру главного фасада расположена трёхэтажная прямоугольная в плане башня, в которой находится арка главного входа. В конце XIX века к центральной башне было пристроено крыльцо в виде небольшого кубического объёма с арочными проёмами и террасой наверху.
Толщина стен замка составляет около 1,5 метров. Одна из комнат первого этажа перекрыта цилиндрическими сводами, остальные — плоским деревянным потолком. Внешние стены прорезаны прямоугольными оконными проёмами. Дом-замок был окружён сооружениями бастионного типа и заполненным водой рвом. Фасады здания практически не содержат элементов декора, художественная выразительность достигается за счёт объёмности постройки, круглых башен и высокой крыши. На первом этаже здания располагались различные службы и казарма для небольшого гарнизона, на втором — покои хозяев и столовая.
В 1986 году дом-замок был изучен специальной научно-реставрационной комиссией, установившей, что фундамент угловых и центральной башен не углублён в материковый грунт, тогда как фундамент основного здания достаточно глубокий. Подобная особенность конструкции связана с наличием подвалов, перекрытых кирпичными сводами, и высоким уровнем грунтовых вод, в связи с чем при строительстве использовались только каменные опорные столбы, закреплённые известковым раствором. По этой же причине (болотистости местности) фундамент здания в среднем на метр выступает за периметр стен. Здание построено из кирпича-«пальчатки» размерами 29,3 на 15 на 6—7 см, фундамент сложен из камней 20—30 см в поперечнике (ближе к основанию около 50 см).
Рядом с замком в 1633 году была построена семейная усыпальница Нонхартов в стиле барокко, от которой остались развалины. Сохранились хозяйственные постройки XIX — первой половины XX века.